# Lago Mason
El Lago Mason es un lago de Estados Unidos, situado en el estado de Washington.
Es un lago de forma alargada, con 6,5 kilómetros de longitud y una anchura máxima de 1,2 kilómetros. Se encuentra al sur de Belfair, en el istmo de la península de Kitsap, entre el Canal Hood y el estrecho de  Pickering, en el Case Inlet.
El pequeño lago Benson está situado al este.